# Gert Jonsson (moderat)
Gert Nils Ingmar Jonsson, född 6 januari 1960 i Svenarums församling i Jönköpings län, är en svensk moderat politiker. Han var ordförande i kommunstyrelsen i Vaggeryds kommun från september 2016, då han efterträdde moderaten Allan Ragnarsson, fram till december 2024, då han enligt en överenskommelse med koalitionspartnern (sedan 2022) Socialdemokraterna lämnade över posten till socialdemokraten Kenth Williamsson.
Han är son till Nils Jonsson, centerpartistisk politiker som även han varit ordförande i kommunstyrelsen i Vaggeryds kommun (1973–1976). Han är gift med Anita Jonsson (född 1965).